# Харківське намісництво
Ха́рківське намі́сництво (рос. Харьковское наместничество) — адміністративно-територіальна одиниця в Російській імперії в 1780–1796. Адміністративний центр — Харків. Створене 25 квітня 1780 на основі Слобідсько-Української губернії. Складалося з 15 повітів. 12 грудня 1796 перетворене на Слобідсько-Українську губернію.

## Керівники намісництва

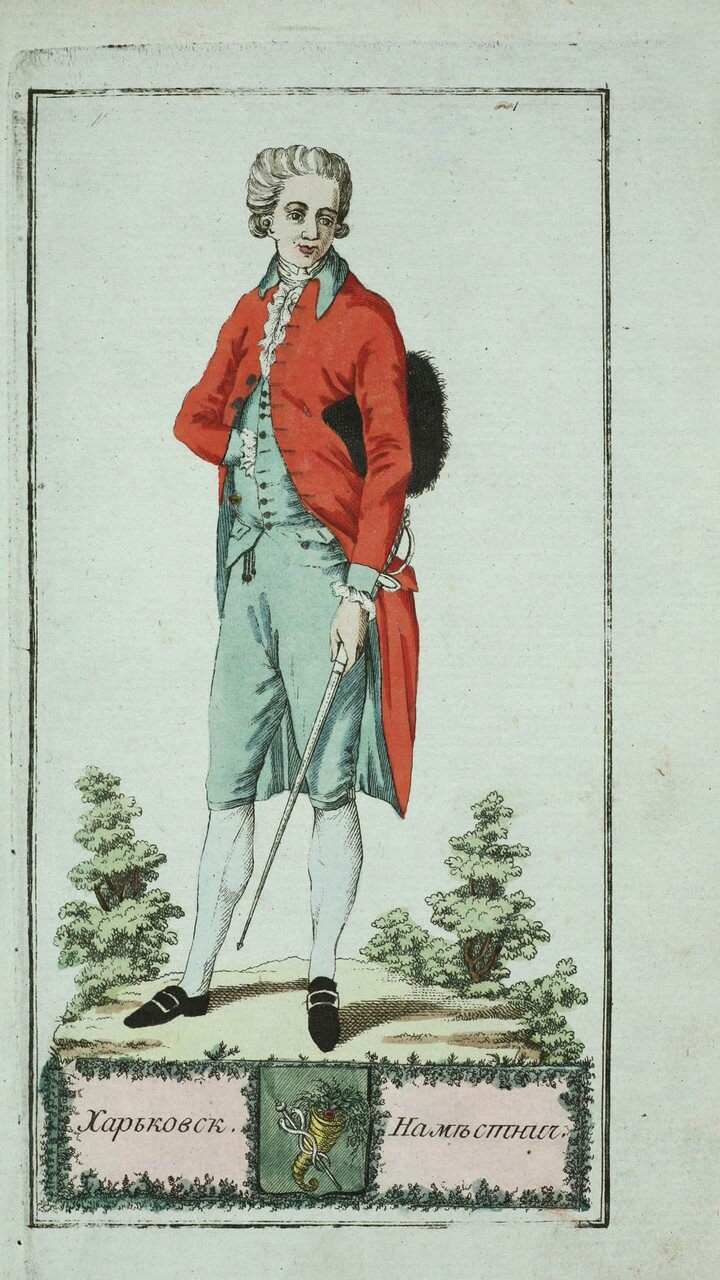
Мундир чиновника Харківського намісництва, 1794

### Намісник намісництва
| Прізвище, ім'я та по батькові | Титул, чин                            | Роки знаходження на посаді |
| ----------------------------- | ------------------------------------- | -------------------------- |
| Норов Дмитро Автономович      | генерал-майор, з 1783 генерал-поручик | 1780—1788                  |
| Пашков Іван Дмитрович         | дійсний статський радник              | 1788—1790                  |
| Кишенський Федір Іванович     | бригадир, з 1793 генерал-майор        | 1790—1796                  |

### Поручик (заступник) намісника намісництва
| Прізвище, ім'я, по батькові    | Титул, чин                                        | Роки знаходження на посаді |
| ------------------------------ | ------------------------------------------------- | -------------------------- |
| Фамінцин Єгор Андрійович       | статський радник                                  | 1780—1783                  |
| Пашков Іван Дмитрович          | статський радник, з 1784 дійсний статський радник | 1783—1784                  |
| Шидловський Григорій Романович | колезький радник, статський радник                | 1784—1796                  |

### Маршалки шляхтиХарківського намісництва
| Прізвище, ім'я, по батькові     | Титул, чин       | Роки знаходження на посаді |
| ------------------------------- | ---------------- | -------------------------- |
| Надаржинський Олексій Пилипович | секунд-майор     | 1780—1783                  |
| Шидловський Григорій Романович  | прем'єр-майор    | 1783—1786                  |
| Шидловський Григорій Романович  | надвірний радник | 1786—1789                  |
| Зарудний Іван Іванович          | секунд-майор     | 1789—1792                  |
| Хорват Дмитро Іванович          | бригадир         | 1792—1795                  |
| Хорват Дмитро Іванович          | бригадир         | 1795—1796                  |

## Повіти
1. Білопольський повіт
2. Богодухівський повіт
3. Валківський повіт
4. Вовчанський повіт
5. Ізюмський повіт
6. Золочівський повіт
7. Краснокутський повіт
8. Лебединський повіт
9. Миропольський повіт
10. Недригайлівський повіт
11. Охтирський повіт
12. Сумський повіт
13. Харківський повіт
14. Хотмизький повіт
15. Чугуївський повіт